# 九州春秋
『九州春秋』（きゅうしゅうしゅんじゅう）は、中国後漢末期について書かれた歴史書。
後漢末期の各地の動乱と軍閥の事績を記載したものである。著者は西晋の司馬彪である。後に散逸したため、清に黄奭が『三国志』注などに引かれた逸文を集めて輯本を編し、自らの著書である『漢学堂叢書』の中に収載した。
『隋書』「経籍志」には「九州春秋十巻司馬彪撰、記漢末事」とあり、『旧唐書』「経籍志」には「九州春秋九巻司馬彪撰」とある。『史通』「六家篇」によれば、一巻ごとに一つの州について記載し、九巻をなしたとしている。ただし漢末の州は十三州あり、そのうちのどの九州を選定したかは明確でない（『直斎書録解題』は司隸・冀州・兗州・青州・徐州・揚州・荊州・梁州・幽州であるとしている）。
『宋史』にも書名があることから、散逸した時期は早くとも北宋以後であるが、明の陳第の『世善堂蔵書目録』にも書名があることから、明代まで残存していた可能性もある。そうであるとすれば、後漢末・三国時代を題材にした元明の雑劇や話本の中に、今は失われた『九州春秋』の記載が採り入れられている可能性も皆無ではない。